# Jan Bogusławski (zbójnik)
Jan Bogusławski – postać półlegendarna, zbójnik grasujący w początku XIX wieku w Górach Świętokrzyskich.
Jan Bogusławski był mieszczaninem, pochodzącym z Łagowa. Walczył w Legionach Dąbrowskiego, gdzie jednak został za grabieże uwięziony i oddany pod sąd wojenny. Udało mu się uciec i wrócić w rodzinne strony, gdzie rozpoczął z zebraną bandą rabunki i napady.
Pewnego dnia dowiedział się, że kompania piechoty, stacjonująca w Opatowie szykuje przeciw niemu wyprawę. Przygotowawszy zasadzkę w wąwozie pod Górą Jeleniowską, sam postanowił wcześniej napaść na miasto. Przebrani za chłopów zbóje o północy wtargnęli do opatowskich koszar, zabili kilku żołnierzy i ukradli kasę wojskową. W tym samym czasie wysłany wcześniej oddział wojska wpadł w przygotowaną zasadzkę, wskutek której stracił licznych zabitych i rannych. 

Podczas napadu, zbójnicy uprowadzili też jednego z rajców, który miał pomagać wojsku w organizacji wyprawy. Podczas porwania, żona rajcy padła przed Bogusławskim na kolana i błagała o litość dla męża. Zbój zgodził się pod warunkiem, że za dwa tygodnie na jarmarku w Iłży wręczy sto dukatów człowiekowi, który zaproponuje jej kupno konia. Tak też się stało i rajca wrócił zdrowy do domu.
Zwycięstwo w napadzie na Opatów rozzuchwaliło zbójów. Jan Bogusławski spodziewał się jednak odwetu. Rzeczywiście  – w ciągu kolejnych dwóch miesięcy ujęto wielu członków bandy, których stracono przez powieszenie na opatowskim rynku. Samego herszta nie ujęto – ukrywał się w świętokrzyskich ostępach, nie wykazując przez dwa lata aktywności. Wtedy to znów miał rozpocząć swój zbójecki proceder.